# Bite Maker 〜王様のΩ〜
『Bite Maker 〜王様のΩ〜』（バイトメーカー おうさまのオメガ）は、杉山美和子による日本の漫画。『&Flower』（小学館）にて2018年第39号から連載されている。「全国書店員が選んだおすすめコミック2020」第14位。2021年4月時点でシリーズ累計発行部数は300万部を突破している。

## 登場人物
声の項はボイスコミック版における声優。
豆崎 のえる（まめざき のえる）
声 - 天海由梨奈
Ω（オメガ）だが素性を隠している。
蘇芳 信長（すおう のぶなが）
声 - 鈴木達央
α（アルファ）。特進SS科生徒。ナンバーズのひとり。
青丹 秀吉（あおに ひでよし）
声 - 馬場惇平
α。ナンバーズのひとり。
浅葱 幸村（あさぎ ゆきむら）
声 - 小野友樹
α。ナンバーズのひとり。
蘭（らん）
声 - 榊原優希
β（ベータ）。信長の従者（サーヴァント）のひとり。
伊代（いよ）
声 - 長谷美希
β。のえるの幼馴染。
ヒロ（ひろ）
声 - 合田葵
β。のえるの幼馴染。

## 書誌情報

### コミックス
- 杉山美和子 『Bite Maker 〜王様のΩ〜』 小学館〈ベツコミフラワーコミックス〉、全11巻
  1. 2019年1月25日発売[5]、ISBN 978-4-09-870332-6
  2. 2019年6月26日発売[6]、ISBN 978-4-09-870445-3
  3. 2019年10月25日発売[7]、ISBN 978-4-09-870532-0
  4. 2020年2月26日発売[8]、ISBN 978-4-09-870755-3
    - 「イヤーカフ付き限定版」同日発売[9]、ISBN 978-4-09-943061-0

  5. 2020年7月27日発売[10]、ISBN 978-4-09-871058-4
    - 「アクリルスタンド＆シール付き限定版」同日発売[11]、ISBN 978-4-09-943068-9

  6. 2020年12月10日発売[12]、ISBN 978-4-09-871152-9
    - 「日めくりカレンダー付き特装版」同日発売[13]、ISBN 978-4-09-943078-8

  7. 2021年4月26日発売[14]、ISBN 978-4-09-871301-1
    - 「小冊子付き特装版」同日発売[15]、ISBN 978-4-09-943087-0

  8. 2021年9月24日発売[16]、ISBN 978-4-09-871397-4
  9. 2022年2月25日発売[17]、ISBN 978-4-09-871568-8
  10. 2022年8月26日発売[18]、ISBN 978-4-09-871702-6
  11. 2023年3月24日発売[19]、ISBN 978-4-09-871870-2

### ノベライズ
- 橋口いくよ（著） / 杉山美和子（原作・イラスト）『ノベルズ Bite Maker 〜俺たちの秘密〜』 小学館〈ベツコミフラワーコミックススペシャル〉2020年12月10日発売、ISBN 978-4-09-871199-4